# Torre d'Almudaina
La torre Almudaina és un edifici històric situada en el municipi d'Almudaina, a la comarca valenciana del Comtat. És un Bé d'Interés Cultural, que actualment forma part dels jaciments gestionats pel Museu Arqueològic d'Alacant.
Els seus orígens es troben en una fortificació de l'època almohade, a l'entorn dels segles XII-XIII, amb una funció de guaita i defensa de l'alqueria musulmana que donà peu al posterior lloc cristià.

## Descripció
L'edifici, de mur de tàpia amb argamassa de calç i arena, és de planta quadrada, amb unes dimensions de sis metres de costat i quinze metres d'alçada. Consta de cinc altures, que componen habitacions, també quadrades, de quatre metres de costat. La comunicació entre plantes es realitza mitjançant una escala de caragol situada al costat de l'accés. Els forjats són plans amb nervadures de fusta.
L'entrada a la torre s'ubica per un forat obert a la planta baixa en la seua cara de llevant. Per la seua part, la coberta és inclinada a dues aigües amb teules corbes, de la qual es creu que és de construcció posterior a la inicial.